# Landgoed Altena
Landgoed Altena was een landgoed ten noorden van Heerle nabij buurtschap Hazelaar. Tegenwoordig is dit een waterwingebied van Brabant Water en staat ook bekend als Object Wouw. Het beslaat 32 hectare.

## Geschiedenis
Het landhuis werd gebouwd vóór 1392. De toenmalige eigenaar, Jan van Berchem, deed namelijk in dat jaar om zekere misstappen afstand van het goed. Het kwam toen in handen van Hendrik II van Boutersem, heer van Bergen op Zoom. Deze heren verpachtten vervolgens het landgoed.
Het huis werd ingrijpend hersteld in 1547 en in 1765 werd het geheel vernieuwd, waarbij gebruik werd gemaakt van materialen van het oude huis. De Fransen namen het landgoed in 1795 in beslag en verkochten het in 1803 aan een particulier. In 1966 werd het gehele landgoed, voornamelijk bestaande uit landbouwgrond, verkocht aan de NV Waterleidingmaatschappij Noordwest-Brabant, tegenwoordig opgegaan in Brabant Water.
In 1969 heeft men het huis, dat sterk in verval was geraakt, gesloopt en begon men met de aanleg van een waterwingebied. In dit gebied ligt nog een omgracht terreintje, waar vroeger de boerderij van het landgoed heeft gestaan.

## Waterwingebied
Het waterwingebied bestaat uit een pompstation en 8 putten die maximaal 147 m diep zijn. Het gebied werd beplant met es, eik en berk, gewoonlijk op ongemengde percelen. Bij de gracht heeft zich een rijkere boom- en struiklaag ontwikkeld. Sinds 1993 werd ook 2 hectare populier aangeplant. Het gebied is niet toegankelijk voor het publiek.